# Lonja
Lonja (též Lonja-Trebež, maďarsky Lónya) je řeka v Chorvatsku. Je dlouhá 132,5 km a prochází Varaždinskou, Záhřebskou a Sisacko-moslavinskou župou. Pramení v blízkosti vesnice Donje Makojišće a u vesnice Ivanjski Bok se jako Trebež vlévá do Sávy.
Kolem řeky se nachází národní park Lonjsko Polje.

## Sídla ležící u břehu řeky
Donje Makojišće, Breznički Hum, Radešić, Vinično, Jarek Bisaški, Čret Bisaški, Borenec, Podvorec, Mirkovec Breznički, Bisag, Tkalec, Komin, Tomaševec, Keleminovec, Polonje, Marinovec Zelinski, Krečaves, Obrež Zelinski, Mlaka, Negovec, Peskovec, Lonjica, Lipovec Lonjski, Tedrovec, Tarno, Lepšić, Opatinec, Ivanić Grad, Stružec

## Přítoky
Nejvýznamnějšími přítoky jsou řeky Česma, Ilova, Pakra a Zelina. Dalšími přítoky jsou Bedenica, Bukovec, Črnec, Dulepski potok, Jelenska a Stara Lonja.